# استان کیس
استان کیس (انگلیسی: Stan Case; نوامبر ۱۹۵۲ – ۲۲ نوامبر ۲۰۱۱ (aged ۵۹)) یک وکیل، روزنامه‌نگار و گویندهٔ اخبار اهل ایالات متحده آمریکا بود. وی بین سال‌های ۱۹۷۹ تا ۲۰۱۱ میلادی فعالیت می‌کرد.